# Futbol (homonímia)

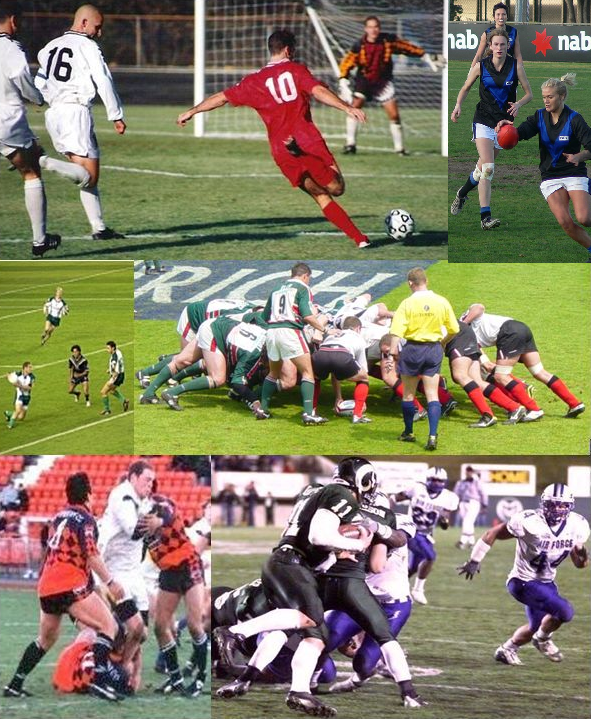
Les diferents vessants aparegudes a partir del futbol de carnaval.

El significat de la paraula futbol varia de país en país, principalment a causa de l'idioma d'aquests països, la seva aculturació, o a la popularitat esportiva del país o la regió. Futbol se sol associar a algun dels codis esmentats, però principalment al futbol associació, per ser el més popular a nivell mundial. Per a aquest últim, també s'utilitza la paraula soccer (provinent de association football o futbol associació), la qual és utilitzada en països on el futbol associació no és l'esport més popular, per exemple: Austràlia, Canadà, Estats Units, Irlanda (excepte en àrees urbanes), Nova Zelanda, part del Regne Unit i alguns de la Commonwealth o que hagin estat sota domini de l'Imperi Britànic. En els llocs esmentats, la paraula futbol sol fer referència a un altre tipus de futbol, ja sigui rugbi, futbol australià, americà, canadenc o gaèlic.
En els hispanoparlants, futbol fa referència al futbol associació, mentre que en la resta del món també sol ser així, però amb el seu corresponent calc semàntic (per exemple, en alemany football es converteix en fußball).
D'aquesta forma, durant els segles xix i xx, van aparèixer diferents esports sorgits de l'evolució del futbol de carnaval. Tots, a excepció del rugby (poques vegades anomenat "futbol rugby"), han conservat la denominació "futbol". Altres jocs de pilota, encara sense guardar relació amb el futbol de carnaval han estat denominats "futbol".